# Kočovnictví

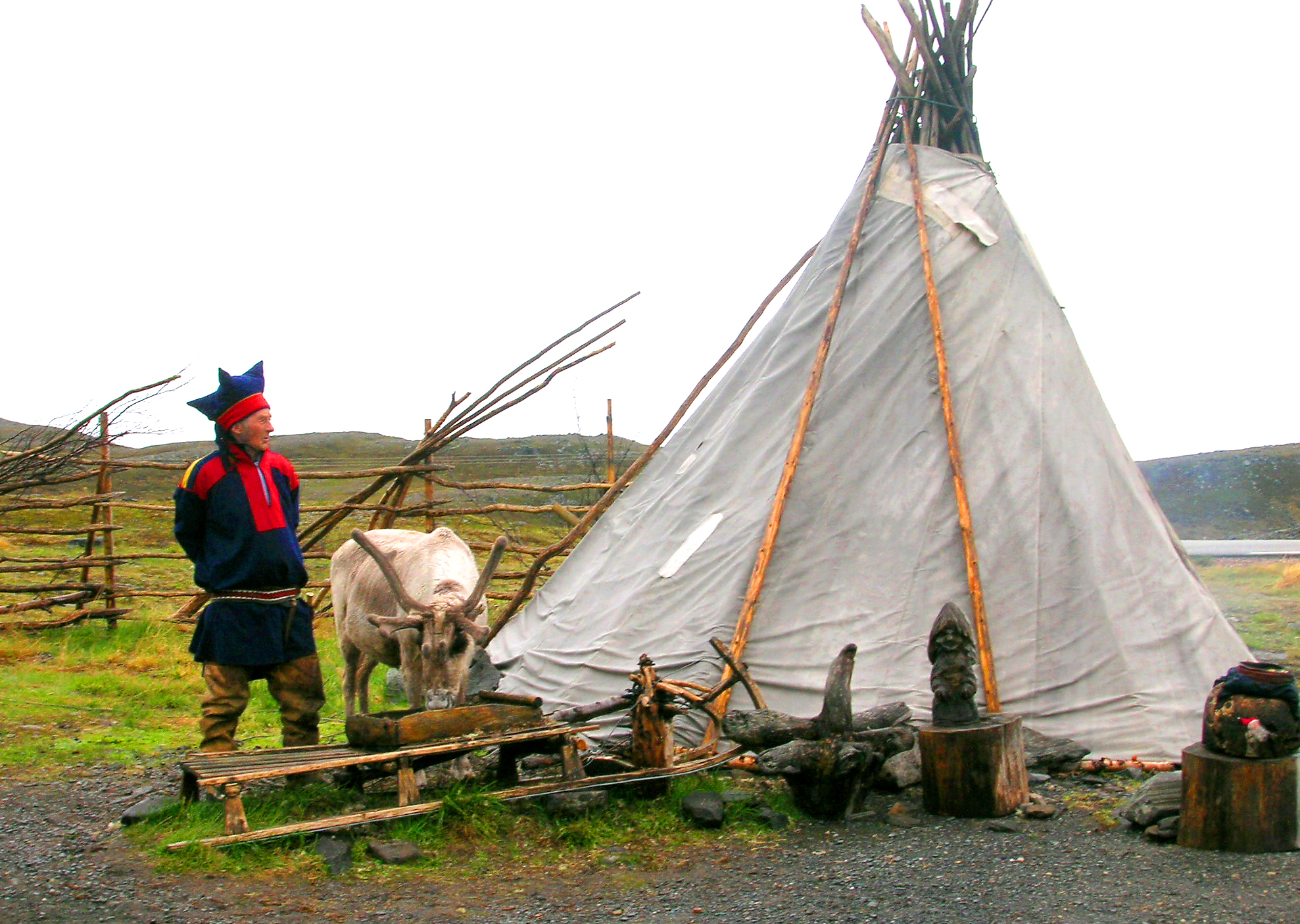
Skandinávští Sámové jsou příkladem moderních nomádů

Kočovníci nebo také nomádi jsou komunity lidí, jejichž způsob života preferuje spíše neustálé kočování z jednoho místa někam jinam před usedlým životem na jednom místě (např. v jednom městě, státě atd.). Odhaduje se, že na Zemi žije okolo 30–40 milionů nomádů. Mnoho lidských kultur má svou nomádskou tradici, ale ty jsou v mnoha průmyslových zemích světa stále vzácnější. Existují tři typy nomádů:
- „Lovci a sběrači“, kteří kočují mezi různými loveckými revíry.
- „Kočovní honáci“, kteří se se svými stády pohybují od jedné pastviny ke druhé.
- „Potulní obchodníci“, jejichž životem je cestování za obchodem a zákazníky.

## Populace
Eurasijská step byla domovem nomádských říší a mnoha velkých kmenových konfederací a kmenů v průběhu historie, jako byli Skytové, Sarmati, Hunové, Avaři, Göktürkský kaganát, Pečeněhové, Kumáni, Mongolská říše a Džungarský chanát.
V 70. letech 20. století žilo v Íránu 2–4 milionů nomádů, tedy každý desátý až dvacátý Íránec. V roce 2000 se pastevectvím živila polovina obyvatel Mongolska, ale v roce 2022 to byla jen čtvrtina.
Největší současná skupina nomádů na světě jsou Fulbové z oblasti Sahelu a západní Afriky. Přestože na celém světě populace nomádských pastevců postupně klesá, tak kočovným způsobem života stále žijí mnozí arabští beduíni, Tuaregové, Somálci, Afarové, Kyrgyzové, Mongolové, Tibeťané, Paštunové, Něnci a Sámové.
Mezi poslední přežívající skupiny lovců a sběračů patří afričtí Křováci a Pygmejové a asijští Negritové.